# À mi-chemin du ciel
Pour plus de détails, voir Fiche technique et Distribution.
À mi-chemin du ciel est un long métrage franco-américain réalisé par Alberto Cavalcanti d'après l’œuvre de Henry Leyford Gates, sorti en 1931.
C'est la version française du film américain Half Way to Heaven sorti en 1929, également adapté de la nouvelle Here Comes the Bandwagon de Henry Leyford Gates.

## Synopsis
Drame amoureux se déroulant dans l'univers du cirque.

## Fiche technique
- Titre : À mi-chemin du ciel
- Titre international : Halfway Up the Sky
- Réalisation : Alberto Cavalcanti
- Scénario : Georges Abbott, d'après l’œuvre de Henry Leyford Gates
- Adaptation/Dialogues: Alberto Cavalcanti, Georges Neveux
- Photographie : Jacques Monteran
- Producteurs: Adolph Zukor, Robert T. Kane
- Société de production et de distribution : Paramount Pictures (France)
- Genre : drame
- Durée : 97 minutes
- Pays :  France et  États-Unis
- Année de sortie : 1931

## Distribution
- Janine Merrey : Greta Nelson
- Jeanne Marie-Laurent : Madame Lintz
- Thomy Bourdelle : Jim
- Ketty Loloff : Doris
- Enrique Riveros : Fred Lintz
- Marguerite Moreno : Madame Elsie
- Katia Lova
- Jean Mercanton : Eric
- Gaston Mauger : le manager
- Pierre Sergeol : Slim
- Raymond Leboursier : Tony
- Pierre Piérade